# (127) Жанна
(127) Жанна (фр. Johanna) — астероид главного пояса, который имеет очень тёмную поверхность, состоящую из простейших углеродных соединений. Он был открыт 5 ноября 1872 года французским астрономом Проспером Анри в Парижской обсерватории и назван в честь национальной героини Франции Жанны д’Арк.
Японский инфракрасный спутник Akari выявил наличие слабого сигнала о присутствии на Жанне гидратированных минералов.

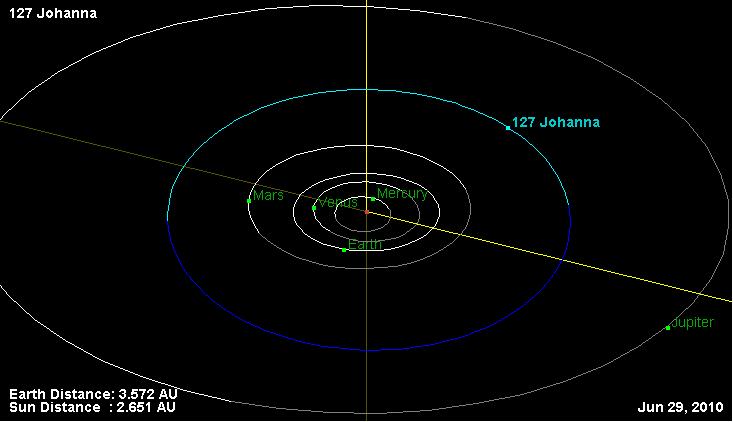
Орбита астероида Жанна и его положение в Солнечной системе